# Condado de Reeves

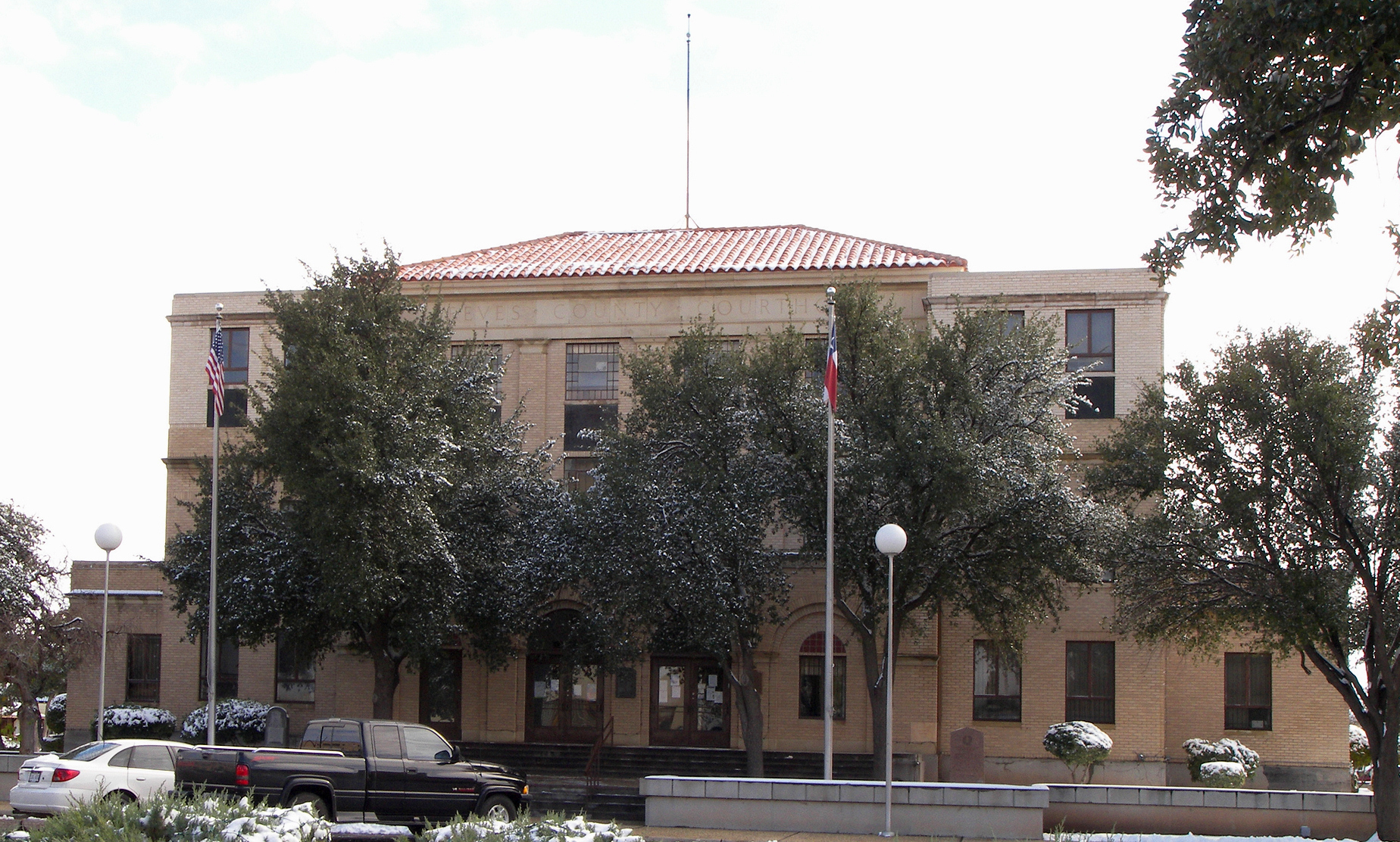
Corte de justicia del condado

El condado de Reeves es uno de los 254 condados del estado estadounidense de Texas. La sede del condado es Pecos, al igual que su mayor ciudad. El condado posee um área de 6843 km² (de los cuales 16 km² están cubiertos por agua) y una población de 13 137 habitantes, para una densidad de población de 2 hab/km² (según censo nacional de 2000). Este condado fue fundado en 1883.

## Demografía
Según el censo de 2000, había 13 137 personas, 4091 cabezas de familia, y 3129 familias residiendo en el condado. La densidad de población era de 5 habitantes por milla cuadrada.
La composición racial del condado era:
- 79,33 % blancos
- 2,10 % negros o negros americanos
- 0,51 % nativos americanos
- 0,35 % asiáticos
- 0,01 % isleños
- 15,03 % otras razas
- 2,68 % de dos o más razas.

Había 4091 cabezas de familia, de las cuales el 38,80 % tenían menores de 18 años viviendo con ellas, el 59,60 % eran parejas casadas viviendo juntas, el 12,40 % eran mujeres cabeza de familia monoparental (sin cónyuge), y 23,50 % no eran familias.
El tamaño promedio de una familia era de 3,45 miembros.
En el condado el 29,90 % de la población tenía menos de 18 años, el 11,30 % tenía de 18 a 24 años, el 25,20 % tenía de 25 a 44, el 21,00 % de 45 a 64, y el 12,60 % eran mayores de 65 años. La edad promedio era de 32 años. Por cada 100 mujeres había 112,00 hombres. Por cada 100 mujeres mayores de 18 años había 115,40 hombres.

## Economía
Los ingresos medios de una cabeza de familia del condado eran de 23 306 US$ y el ingreso medio familiar era de 24 856 $. Los hombres tenían unos ingresos medios de 23 913 $ frente a 13 248 $ de las mujeres. El ingreso per cápita del condado era de 10 811 $. El 25,40 % de las familias y el 28,90 % de la población estaban debajo de la línea de pobreza. Del total de gente en esta situación, 36,20 % tenían menos de 18 y el 21,60 % tenían 65 años o más.